# Super Prestige Pernod International
La Super Prestige Pernod International era una classificació ciclista que recompensava, al final de cada temporada, els ciclistes de carretera més regulars en les grans curses. Es va disputar entre el 1959 i el 1987.
Desavinences entre els diaris organitzadors de la Challenge Desgrange-Colombo van fer que la competició es deixés de celebrar el 1958. Llavors, l'any següent, Pernod, fabricant del licor d'anis, va agafar-ne el relleu i va expandir i internacionalitzar la competició: a les 12 proves que formaven la Challenge Desgrange-Colombo s'hi van afegir la París-Niça, la Dauphiné-Libéré, la Setmana Catalana, el Tour de Romandia.
La Superprestige es va disputar fins al 1987, quan es prohibí a França l'esponsorització de begudes alcohòliques, inclosa Pernod. Dos anys més tard, la Unió Ciclista Internacional va crear la Copa del Món de ciclisme, que seguia un patró similar.

## Palmarès
Hi havia tres classificacions: 
- La Super Prestige Pernod, que recompensava el millor ciclista de l'any. S'atorgaven punts als 10 primers de cada prova.
- La Prestige Pernod, que recompensava el millor ciclista francès.
- La Promotion Pernod, que recompensava el millor ciclista francès de menys de 25 anys.

### Super Prestige Pernod International
| Any  | Vencedor            | Segon               | Tercer             | Quart               | Cinquè                             |
| ---- | ------------------- | ------------------- | ------------------ | ------------------- | ---------------------------------- |
| 1959 | Henry Anglade       | Roger Rivière       | Noël Foré          | Rik van Looy        | Gérard Saint                       |
| 1960 | Jean Graczyk        | Pino Cerami         | Gastone Nencini    | Raymond Mastrotto   | Rik van Looy                       |
| 1961 | Jacques Anquetil    | Raymond Poulidor    | Rik van Looy       | Gilbert Desmet      | Nino Defilippis · Imerio Massignan |
| 1962 | Jo De Roo           | Jef Planckaert      | Emile Daems        | Rik van Looy        | Jacques Anquetil                   |
| 1963 | Jacques Anquetil    | Tom Simpson         | Raymond Poulidor   | Jo de Roo           | Rik van Looy                       |
| 1964 | Raymond Poulidor    | Jan Janssen         | Jacques Anquetil   | Rik van Looy        | Benoni Beheyt                      |
| 1965 | Jacques Anquetil    | Tom Simpson         | Edouard Sels       | Raymond Poulidor    | Felice Gimondi                     |
| 1966 | Jacques Anquetil    | Felice Gimondi      | Raymond Poulidor   | Jan Janssen         | Lucien Aimar                       |
| 1967 | Jan Janssen         | Eddy Merckx         | Felice Gimondi     | Roger Pingeon       | Rik van Looy · Franco Balmamion    |
| 1968 | Herman van Springel | Felice Gimondi      | Jan Janssen        | Eddy Merckx         | Walter Godefroot                   |
| 1969 | Eddy Merckx         | Felice Gimondi      | Raymond Poulidor   | Herman van Springel | Roger Pingeon · Walter Godefroot   |
| 1970 | Eddy Merckx         | Herman van Springel | Luis Ocaña         | Eric Leman          | Felice Gimondi                     |
| 1971 | Eddy Merckx         | Luis Ocaña          | Joop Zoetemelk     | Gösta Pettersson    | Cyrille Guimard                    |
| 1972 | Eddy Merckx         | Raymond Poulidor    | Cyrille Guimard    | Yves Hézard         | Joop Zoetemelk                     |
| 1973 | Eddy Merckx         | Luis Ocaña          | Felice Gimondi     | Joop Zoetemelk      | Freddy Maertens                    |
| 1974 | Eddy Merckx         | Roger de Vlaeminck  | Frans Verbeeck     | Raymond Poulidor    | Joop Zoetemelk                     |
| 1975 | Eddy Merckx         | Roger de Vlaeminck  | Francesco Moser    | Bernard Thévenet    | Freddy Maertens                    |
| 1976 | Freddy Maertens     | Francesco Moser     | Joop Zoetemelk     | Eddy Merckx         | Lucien van Impe                    |
| 1977 | Freddy Maertens     | Roger de Vlaeminck  | Bernard Hinault    | Joop Zoetemelk      | Francesco Moser                    |
| 1978 | Francesco Moser     | Bernard Hinault     | Joop Zoetemelk     | Gerrie Knetemann    | Jan Raas                           |
| 1979 | Bernard Hinault     | Giuseppe Saronni    | Joop Zoetemelk     | Francesco Moser     | Jan Raas                           |
| 1980 | Bernard Hinault     | Alfons de Wolf      | Francesco Moser    | Hennie Kuiper       | Giuseppe Saronni                   |
| 1981 | Bernard Hinault     | Roger de Vlaeminck  | Jan Raas           | Fons de Wolf        | Hennie Kuiper                      |
| 1982 | Bernard Hinault     | Giuseppe Saronni    | Silvano Contini    | Tommy Prim          | Sean Kelly                         |
| 1983 | Greg LeMond         | Sean Kelly          | Jan Raas           | Giuseppe Saronni    | Adri van der Poel                  |
| 1984 | Sean Kelly          | Bernard Hinault     | Phil Anderson      | Laurent Fignon      | Francesco Moser                    |
| 1985 | Sean Kelly          | Phil Anderson       | Greg LeMond        | Bernard Hinault     | Moreno Argentin                    |
| 1986 | Sean Kelly          | Greg LeMond         | Claude Criquielion | Adri van der Poel   | Urs Zimmermann                     |
| 1987 | Stephen Roche       | Sean Kelly          | Claude Criquielion | Charly Mottet       | Eric Vanderaerden                  |

### Prestige i Promotion Pernod
| Any  | Prestige Pernod   | Prestige Pernod          | Prestige Pernod                | Prestige Pernod   | Prestige Pernod              | Promotion Pernod          |
| Any  | Vencedor          | Segon                    | Tercer                         | Quart             | Cinquè                       | Promotion Pernod          |
| ---- | ----------------- | ------------------------ | ------------------------------ | ----------------- | ---------------------------- | ------------------------- |
| 1958 | no entregat       | no entregat              | no entregat                    | no entregat       | no entregat                  | Francis Pipelin           |
| 1959 | Henry Anglade     | René Privat              | André Darrigade                | Raymond Mastrotto | Roger Rivière                | Raymond Mastrotto         |
| 1960 | Raymond Mastrotto | André Darrigade          | François Mahé Raymond Poulidor |                   | Jean Graczyk                 | Raymond Poulidor          |
| 1961 | Jacques Anquetil  | Joseph Groussard         | Raymond Poulidor               | Jean Gainche      | Gazala                       | Raymond Poulidor          |
| 1962 | Joseph Groussard  | Raymond Poulidor         | Jacques Anquetil               | Raymond Mastrotto | Gérard Thiélin               | Jean-Claude Lebaube       |
| 1963 | Jacques Anquetil  | Raymond Poulidor         | Jean Stablinski                | Lebaude           | Henry Anglade                | Joseph Velly              |
| 1964 | Raymond Poulidor  | André Foucher            | Jean Stablinski                | Jacques Anquetil  | Georges Groussard            | Michel Nedelec            |
| 1965 | Jacques Anquetil  | Raymond Poulidor         | Jean Stablinski                | Henry Anglade     | André Foucher                | Georges Chappe            |
| 1966 | Raymond Poulidor  | Lucien Aimar             | Jacques Anquetil               | Paul Lemeteyer    | Roger Pingeon                | Lucien Aimar              |
| 1967 | Bernard Guyot     | Roger Pingeon            | Lucien Aimar                   | Raymond Poulidor  | Michel Grain                 | Bernard Guyot             |
| 1968 | Lucien Aimar      | Raymond Poulidor         | Roger Pingeon                  | Jean Jourden      | Bernard Guyot                | Bernard Guyot             |
| 1969 | Raymond Poulidor  | Raymond Delisle          | Roger Pingeon                  | Bernard Guyot     | Gilbert Bellone              | Cyrille Guimard           |
| 1970 | Georges Chappe    | Raymond Poulidor         | Lucien Aimar                   | Jean-Pierre Genet | Cyrille Guimard              | Daniel Rebillard          |
| 1971 | Cyrille Guimard   | Bernard Thévenet         | Raymond Poulidor               | Gérard Moneyron   | Yves Hézard                  | Bernard Thévenet          |
| 1972 | Raymond Poulidor  | Cyrille Guimard          | Yves Hézard                    | Bernard Thévenet  | José Catieau                 | Yves Hézard               |
| 1973 | Bernard Thévenet  | Raymond Poulidor         | Régis Ovion                    | Alain Santy       | Jean-Pierre Danguillaume     | Régis Ovion               |
| 1974 | Alain Santy       | Raymond Poulidor         | Jean-Pierre Danguillaume       | Bernard Thévenet  | Mariano Martinez             | Bernard Bourreau          |
| 1975 | Bernard Thévenet  | Jean-Pierre Danguillaume | Régis Ovion                    | Bernard Hinault   | Raymond Delisle              | Bernard Hinault           |
| 1976 | Bernard Hinault   | Raymond Poulidor         | Bernard Thévenet               | Raymond Delisle   | Patrick Béon                 | Michel Laurent            |
| 1977 | Bernard Hinault   | Bernard Thévenet         | Jean-Pierre Danguillaume       | André Chalmel     | Raymond Delisle              | Pierre-Raymond Villemiane |
| 1978 | Bernard Hinault   | Michel Laurent           | Yves Hézard                    | Mariano Martinez  | Jean-René Bernaudeau         | Jean-René Bernaudeau      |
| 1979 | Bernard Hinault   | Jean-René Bernaudeau     | Pierre-Raymond Villemiane      | André Chalmel     | Jean Chassang Michel Laurent | Patrick Bonnet            |
| 1980 | Bernard Hinault   | Gilbert Duclos-Lassalle  | Jean-René Bernaudeau           | Jacques Bossis    | René Martin                  | Alain Vigneron            |